# Halfway, Oregon
Halfway là một thành phố nhỏ nằm trong quận Baker thuộc tiểu bang Oregon của Hoa Kỳ. Dân số theo điều tra dân số năm 2000 là 337. Thành phố này có tên theo tên của một bưu điện nằm trên nông trại Alexander Stalker, nửa đường từ Pine đến Cornucopia.

## Lịch sử
Khu vực này ban đầu được dùng làm nơi săn bắn của các bộ lạc người Mỹ bản thổ là Nez Perce, Umatilla, Shoshone và Snake Indian.
Nó được Benjamin Bonneville thám hiểm và vẽ bản đồ trong thập niên 1830. Người da trắng đầu tiên đến đây định cư vào thập niên 1860. Những khu rừng quốc gia nhỏ hơn hiện nay được nhập lại thành Rừng Quốc gia Wallowa-Whitman được thành lập năm 1908. Halfway được hợp nhất vào năm 1909.
Thành phố này chính yếu luôn là một cộng đồng nông trại và nông nghiệp. Có một thời có cơn sốt vàngg nhỏ ở Cornucopia lân cận, nay là một thị trấn hoang, và một số công nghiệp lâm sản trong đầu thế kỷ 20. Hãng mướn công nhân chính là Idaho Power Company, hiện nay đang vận hành các đập thủy điện trên sông Snake.

## Địa lý
Halfway nằm ở tọa độ 44°52′42″B 117°6′38″T / 44,87833°B 117,11056°T (44.878209, -117.110659).1 Theo đường xa lộ, nó cách thành phố Baker City 87 km về phía đông, dọc theo Xa lộ Oregon 86.
Theo Cục điều tra dân số Hoa Kỳ, thành phố có tổng diện tích 0,4 dặm vuông (1,1 km²). Tất cả đều là đất.